# Jung Woo-sung
Jung Woo-sung (정우성?, Jeong U-seongLR, Chǒng U-sǒngMR; Seul, 22 aprile 1973) è un attore sudcoreano.

## Biografia
Conosciuto al pubblico per la sua interpretazione del cacciatore di taglie Park Do-won in Il buono, il matto, il cattivo (2008), ha anche partecipato al film del 2010 La congiura della Pietra Nera. È stato candidato al Blue Dragon Film Award nel 2013 per Cold Eyes e al Buil Film Award nel 2020 per Nido di vipere.

## Filmografia

### Cinema
- Gumiho (구미호?), regia di Park Heon-su (1994)
- Born to Kill (본투킬?, Bon tu kilLR), regia di Jang Hyun-soo (1996)
- San seung hoi taan (新上海灘), regia di Poon Man-kit (1996)
- Beat (비트?, BiteuLR), regia di Kim Sung-su (1997)
- Motel seon-injang (모텔 선인장?), regia di Ki-yong Park (1997)
- Tae-yang-eun eobda (태양은 없다?), regia di Kim Sung-su (1998)
- Yuryeong (유령?), regia di Min Byung-chun (1999)
- Love (러브?, ReobeuLR), regia di Lee Jang-soo (1999)
- Musa (무사?), regia di Kim Sung-su (2001)
- Ttonggae (똥개?), regia di Kwak Kyung-taek (2003)
- Nae meori sog-ui ji-ugae (내 머리속의 지우개?), regia di Lee Jae-han (2004)
- Sad Movie (새드무비?, Saedu mubiLR), regia di Kwon Jong-kwan (2005)
- Daisy (데이지?, De-ijiLR), regia di Andrew Lau (2006)
- Jungcheon (중천?), regia di Jo Dong-oh (2006)
- Il buono, il matto, il cattivo (좋은 놈, 나쁜 놈, 이상한 놈?, Joh-eun nom, nappeun nom, isanghan nomLR), regia di Kim Ji-woon (2008)
- Ho-usijeol (호우시절?), regia di Hur Jin-ho (2009)
- La congiura della pietra nera (剑雨, Jianyu), regia di Su Chao-pin e John Woo (2010)
- Cold Eyes (감시자들?, GamsijadeulLR), regia di Jo Ui-seok e Kim Byeong-seo (2013)
- Sin-ui han su (신의 한 수?), regia di Jo Bum-gu (2014)
- Madam Ppaengdeok (마담 뺑덕?), regia di Yim Pil-sung (2014)
- Nareur itji mar-a-yo (나를 잊지 말아요?), regia di Yoon-jung Lee (2016)
- Asura (아수라?), regia di Kim Sung-su (2016)
- The King (더 킹?, Deo kingLR), regia di Han Jae-rim (2017)
- Steel Rain (강철비?, GangcheolbiLR), regia di Yang Woo-suk (2017)
- Geunal, bada (그날, 바다?), regia di Kim Ji-young (2018) - voce
- Illang - Uomini e lupi (인랑?, IllangLR), regia di Kim Ji-woon (2018)
- Jeungin (증인?), regia di Lee Han (2019)
- Eojjeoda, gyeolhon (어쩌다, 결혼?), regia di Park Ho-chan e Park Soo-jin (2019) - cameo
- Nido di vipere (지푸라기라도 잡고 싶은 짐승들?, Jipuragirado jabgo sipeun jimseungdeulLR), regia di Kim Young-hoon (2020)
- Gangcheolbi 2 - Jungsanghwedam (강철비2 - 정상회담?), regia di Yang Woo-seok (2020)
- Hunt (헌트?), regia di Lee Jung-jae (2022)

### Televisione
- Asphalt sana-i (아스팔트 사나이?, Aseupalteu sana-iLR) – serie TV (1995)
- 1.5 – serie TV (1996)
- Atena - Jeonjaeng-ui yeosin (아테나 - 전쟁의 여신?) – serie TV (2010-2011)
- Good Life - Arigatou, Papa. Sayonara (グッドライフ～ありがとう、パパ。さよなら～?) – serie TV, ep. 1x6-1x7 (2011)
- Ppadam ppadam... Geu-wa geunyeo-ui simjangbakdongsori  (빠담빠담... 그와 그녀의 심장박동소리?) – serie TV (2011-2012)

## Doppiatori italiani
Nelle versioni in italiano nelle opere in cui ha recitato, Jung Woo-sung è stato doppiato da:
- Massimo Rossi ne Il buono, il matto, il cattivo
- Riccardo Scarafoni ne La congiura della pietra nera
- Alessandro Budroni in Cold Eyes
- Federico Zanandrea in Nido di vipere
- Gianni Bersanetti in Illang - Uomini e lupi
- Fabio Gervasi in Hunt